# Skrajna Garajowa Turnia
Skrajna Garajowa Turnia (niem. Vorderer Garai-Turm, słow. Predná Garajova veža, węg. Elülső-Garai-torony) – przedostatnia (na północny zachód) turnia znajdująca się w Grani Hrubego w słowackiej części Tatr Wysokich. Od Pośredniej Garajowej Turni oddzielona jest siodłem Pośredniej Garajowej Ławki, a od Garajowej Strażnicy oddziela ją siodło Skrajnej Garajowej Ławki.
Ma położone blisko siebie dwa wierzchołki. Wyższy o około 1,4 m jest wierzchołek północny. Ku południowemu zachodowi opadają z nich na trawiasty stok kilkunastometrowej wysokości ścianki. Ku północnemu wschodowi, do Doliny Hlińskiej ze szczytu turni opada olbrzymi filar o prawie 700 m różnicy wysokości. Na całej długości ograniczony jest potężnymi żlebami opadającymi z przełęczy po obydwu stronach turni. Najbardziej stroma jest najniższa część filara. W części środkowej jest trawiaste siodełko z którego na wschód opada żleb mający ujście w żlebie Pośredniej Garajowej Ławki tuż pod jej olbrzymim, 40-metrowej wysokości progiem. Na zachód, do żlebu Skrajnej Garajowej Ławki opada ciąg bardzo pochyłych zachodów. Siodełko to i formacje skalne po obydwu jego stronach dają możliwość przejścia jedną z niewielu łatwych dróg wspinaczkowych na północno-wschodniej ścianie Hrubej Grani – ale w tym przypadku tylko zimą (droga zimowa nr 4). Wykorzystując to siodełko pierwszego zjazdu narciarskiego z Grani Hrubego do Doliny Hlińskiej dokonał Edward Lichota 5 maja 2006 r.
Jest to wysunięta najdalej na północny zachód z trzech Garajowych Turni – pozostałymi są Zadnia Garajowa Turnia i Pośrednia Garajowa Turnia. Ich nazwy pochodzą od niedalekiej Dolinki Garajowej, a tej z kolei, jak i wielu innych obiektów w tym rejonie Tatr, od nazwiska niejakiego Garaja, wspólnika Juraja Jánošíka. Nazwy utworzył Witold Henryk Paryski w 8. tomie przewodnika wspinaczkowego.

## Taternictwo
Autorami pierwszego wejścia na wierzchołek Skrajnej Garajowej Turni są Józef Bajer, Stanisław Konarski i Ignacy Król, którzy dokonali tego 4 sierpnia 1906 r. podczas przechodzenia Grani Hrubego na odcinku od Teriańskiej Przełęczy Niżniej do Garajowej Strażnicy.
Na Skrajną Garajową Turnię, podobnie jak na inne obiekty w Grani Hrubego, nie prowadzą żadne oznakowane szlaki turystyczne. Obecnie dozwolone jest taternikom przejście granią i wspinaczka od strony Doliny Hlińskiej. Niewcyrka jest obszarem ochrony ścisłej TANAP-u z zakazem wstępu.
Drogi wspinaczkowe
1. Południowo-zachodnim zboczem; 0 w skali tatrzańskiej
2. Przez ścianę czołową północno-wschodniego filara; V+, lód o nachyleniu 70-80 stopni, 8 godz.
3. Północno-wschodnim filarem; II–IV, 4 godz.
4. Z Garajowej Zatoki przez żleb Pośredniej Garajowej Ławki; deniwelacja 660 m, 2 godz. 30 min (droga zimowa)[4].

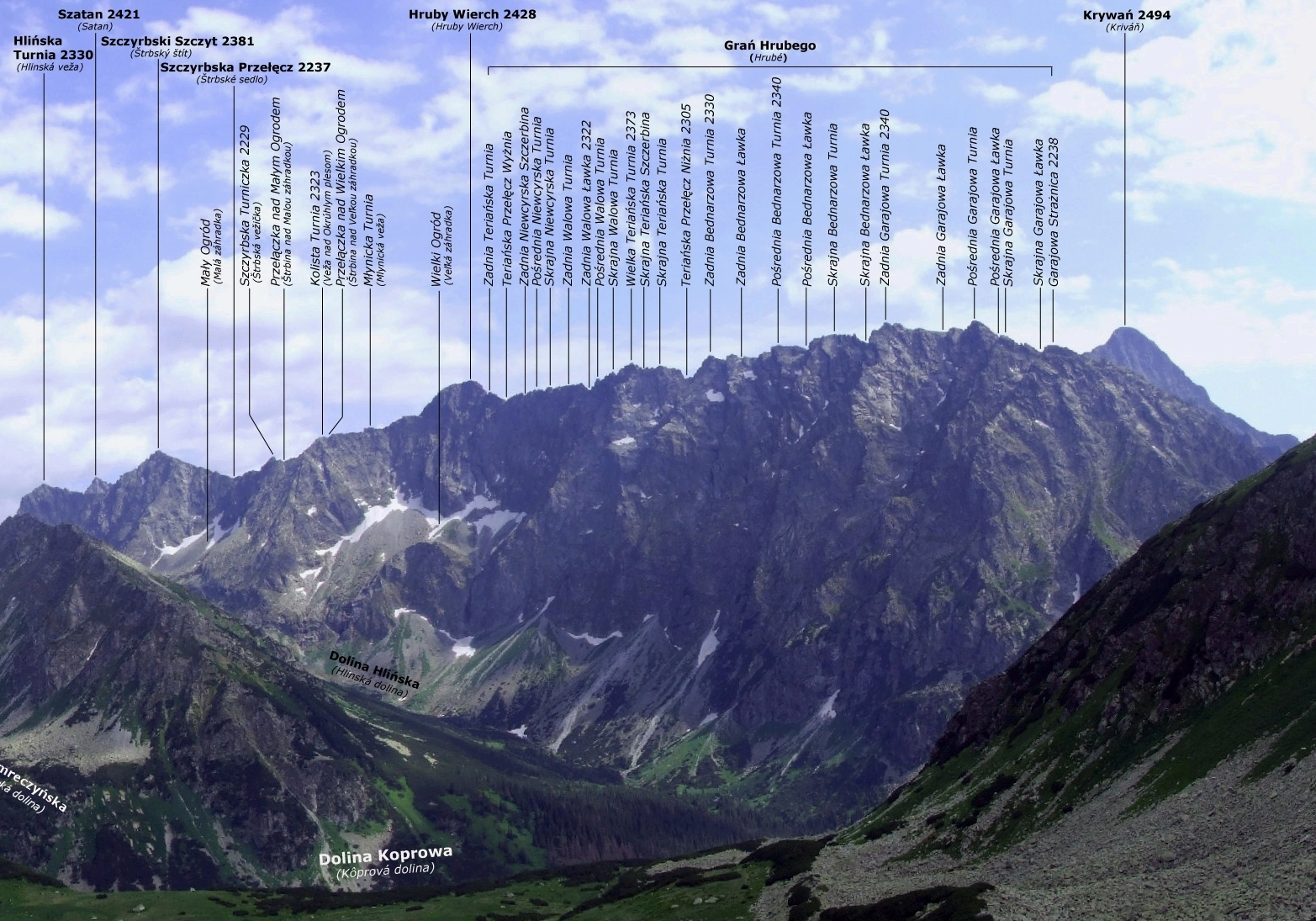
Widok z Zaworów
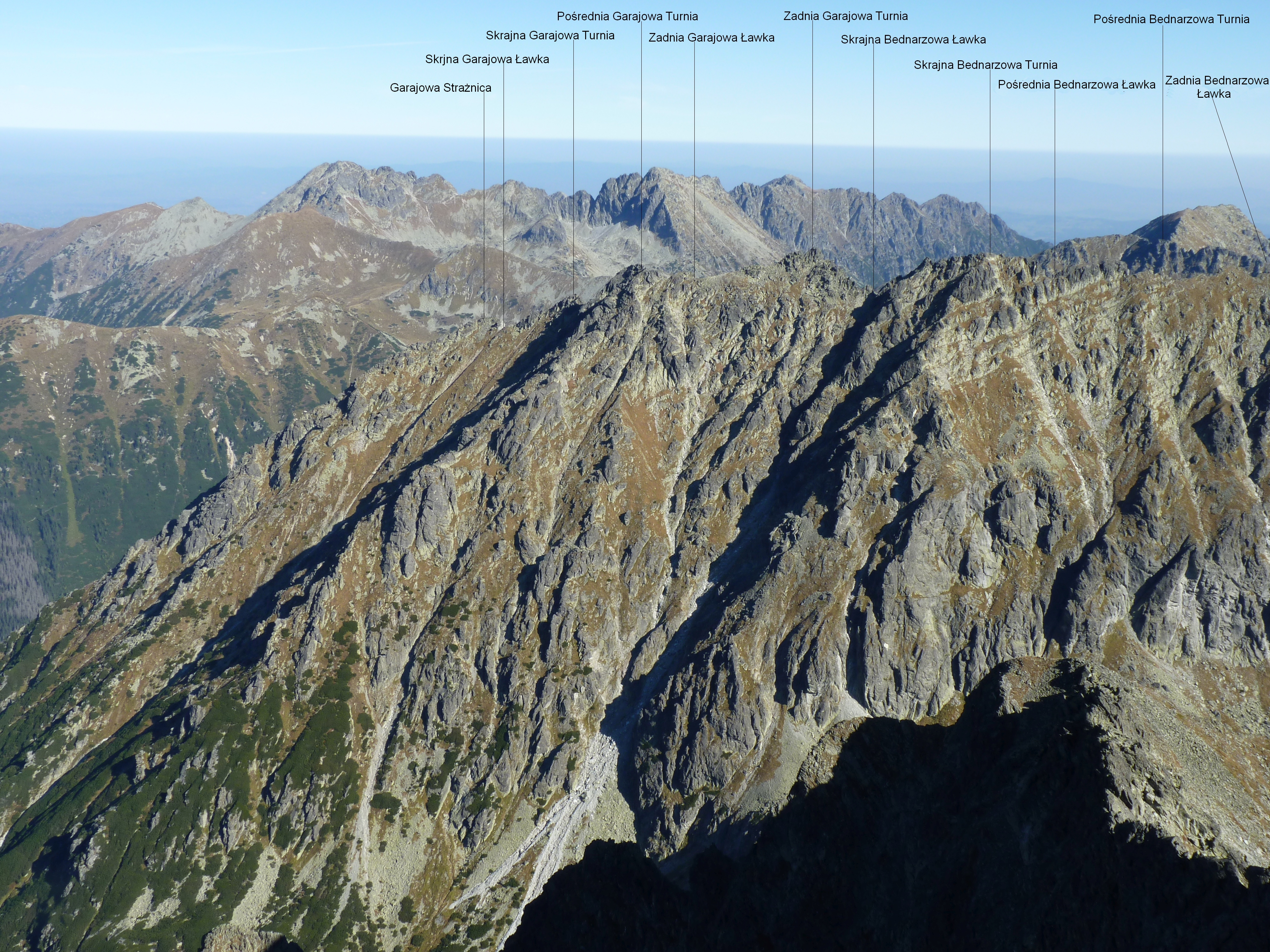
Widok z Krywania